# ميخائيل راي
ميخائيل راي (بالإنجليزية: Michael Rae)‏ (13 يونيو 1995 في نيوزيلندا - ) هو لاعب كريكت نيوزلندي.

## وصلات خارجية
- ميخائيل راي على موقع إي آس بي آن كريك إنفو (الإنجليزية)